# Picramnia juniniana
Picramnia juniniana är en tvåhjärtbladig växtart som beskrevs av Macbride. Picramnia juniniana ingår i släktet Picramnia och familjen Picramniaceae. Inga underarter finns listade.